# Банда-Ачех
Банда-Ачех (індонез. Kota Banda Aceh, ачес. Kuta Banda Acèh; раніше називався Кутараджа) — столиця та найбільше місто у провінції Ачех в Індонезії, на північному узбережжі острова Суматра.
Чисельність населення 2006 становила приблизно 260 тисяч осіб (на 1946 — 11 тисяч, на 1961 — 34 тисячі).
У місті є залізнична станція і міжнародний аеропорт імені султана Іскандара Муда.
До 26 грудня 2004 Банда-Ачех було порівняно маловідоме. Але землетрус в Індійському океані, що стався у той день, та цунамі ним спровоковане значно зруйнували місто, близько 130 тисяч людей загинули, десятки тисяч були поранені.

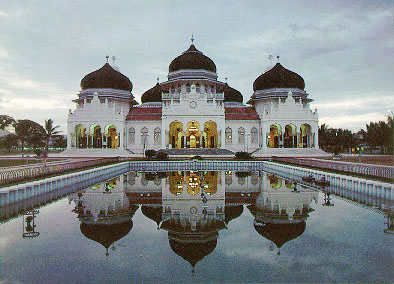
Мечеть Байтуррахман Рая у Банда-Ачех

## Історія
Банда-Ачех, розташований на вершині Суматри, довгий час був стратегічним, транспортним і торговим центром у східній частині Індійського океану. Його перша згадка в західних джерелах датується 1292 роком, коли Марко Поло та його експедиція відвідали місто, яке згадується як «Ламбрі» з Королівства Ламурі, яке раніше існувало там і відзначене як логічний перший порт для мандрівників з Аравії та Індії до Індонезії. Ібн Баттута також повідомив, що відвідав місто в середині 14 століття, коли воно перебувало під контролем торговельного королівства Самудера Пасай, домінуючого на той час утворення на півночі Суматри. Однак Пасаї почали розпадатися під тиском погіршення економічних умов і португальців, які зайняли більшу частину території після окупації Малакки на початку 15 століття. Султан Алі Мугаят Шах, правитель щойно заснованого Султанату Ачех, агресивно розширив територію в 1520-х роках і створив султанат, побудований на залишках Пасаї та інших вимерлих королівств у цьому районі, і зробив столицею Банда-Ачех, назвавши його для себе як Кутараджа або «Місто короля».

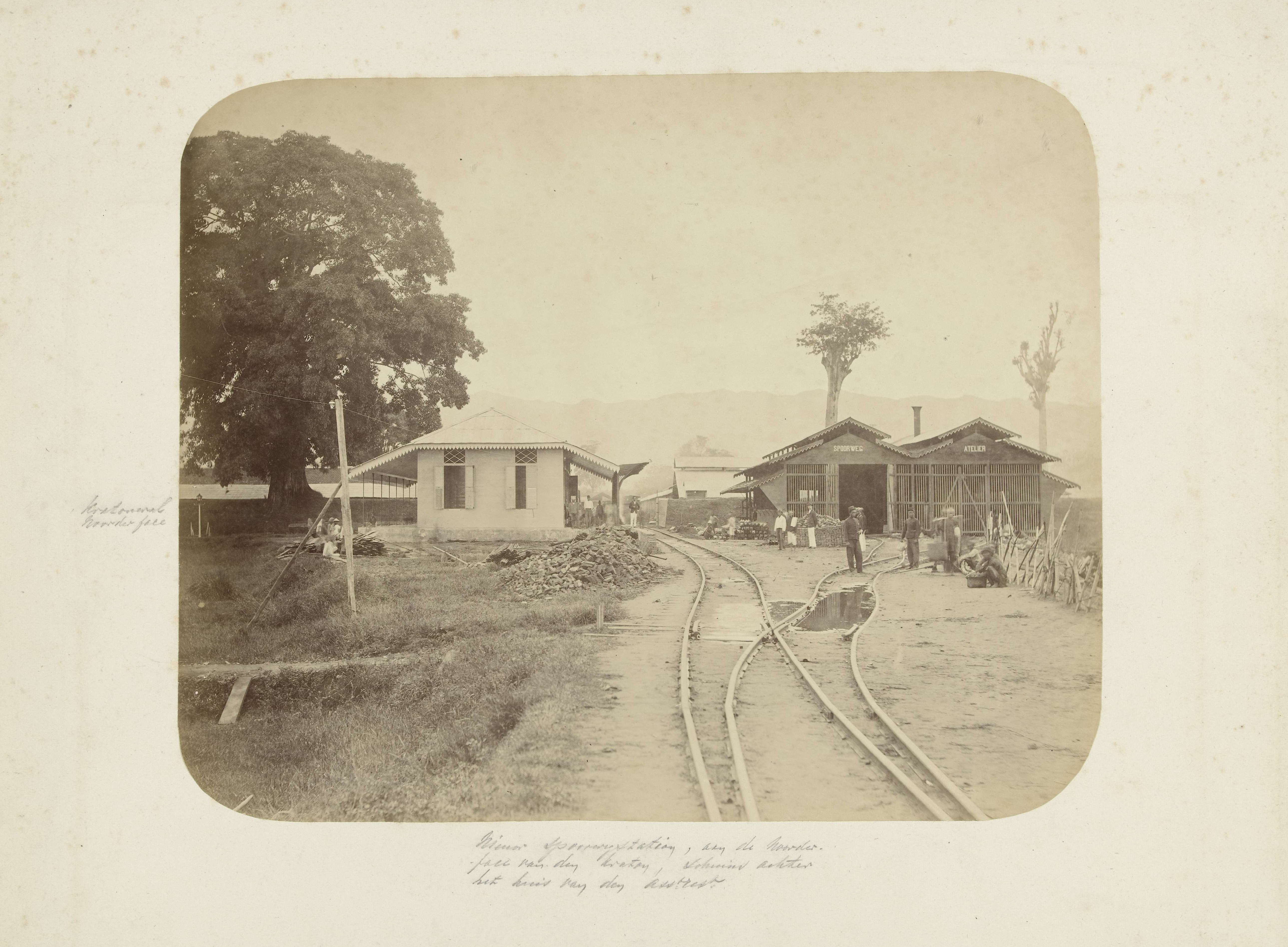
Залізнична станція в Коетараджа. Банда-Ачех 1870–1900 рр.

Після тривалого періоду правління султанату Ачех почав конфліктувати з голландцями та англійцями у другій половині 18 століття. В кінці XVIII століття територія Ачеха на Малайському півострові, а саме Кедах і Пулау Пінанг, були захоплені англійцями. У 1871 році голландці почали погрожувати Ачеху, і 26 березня 1873 року голландці офіційно оголосили війну Ачеху. Того року голландці бомбардували столицю і прагнули захопити палац султана в місті, щоб спричинити капітуляцію ачехів. Значна підтримка британців у регіоні призвела до модернізації та укріплення міста, і хоча прибережні території були втрачені, голландці недооцінили оборону міста. Командувач голландською експедицією генерал Йохан Келер був убитий у сутичці навколо міста, що призвело до провалу першої експедиції. Друга експедиція була здійснена голландцями протягом кількох місяців і успішно захопила місто. Голландці переїхали до столиці в січні 1874 року, вважаючи, що аченці здалися; однак конфлікт перемістився в сільську місцевість, і жителі Ачену продовжували активно протистояти правлінню Нідерландів.
Банда-Ачех, вид з висоти пташиного польоту після цунамі, 2004 рік
Після того, як 28 грудня 1962 року місто увійшло до складу уряду Республіки Індонезія, 9 травня 1963 року Міністерство державного управління та регіональної автономії змінило назву міста на Банда-Ачех. 26 грудня 2004 року місто зазнало удару цунамі, викликане землетрусом магнітудою 9,2 бала в Індійському океані. Стихія забрала життя 167 тис. жителів і знищила понад 60% будівель міста. Згідно зі статистичними даними, опублікованими урядом міста Банда-Ачех, у травні 2012 року в Банда-Ачеху проживало 248 727 осіб, тоді як національна перепис населення Індонезії 2020 року показала 252 899 осіб.

## Туризм
Як столиця провінції Ачех, Банда-Ачех є домом для багатьох пам’яток, важливих для історії народу Ачех і султанатів.
- Велика мечеть Байтуррахмана спочатку була побудована під час султанату Іскандара Муди (1607–1636). Він був відбудований у 1875 році після того, як був спалений під час війни в Ачеху. Він має сім куполів і чотири менші вежі разом з головною вежею. Мечеть може вмістити до 9 тисяч осіб.
- Історичний парк Гунонган — це приватний ігровий майданчик і місце для купання, побудоване султаном Іскандаром Мудою для його дружини Путрое Пханг. Гунонган був частиною королівського садового комплексу Таман Сарі[8].
- Ряд місць неподалік від центру Банда-Ачеха були встановлені як меморіали землетрусу та цунамі в Індійському океані в 2004 році. Серед них кілька центрів масового поховання, таких як могили в Улі Леуе, місця, де цунамі човни віднесло на кілька кілометрів углиб країни (PLTD Apung 1, або «Плавучий дизельний завод» і «Плавучий човен на даху»), і музей цунамі. PLTD Apung 1 був розташований поблизу пляжу Уле Леу, перш ніж його перемістило цунамі ближче до центру міста. Він став однією з найважливіших пам'яток Банда-Ачеха.
- Голландське кладовище Kerkhof Poucut - голландське військове поховання, розташоване недалеко від центру Банда-Ачех, поруч з музеєм цунамі. Назва цвинтаря є поєднанням Kerkhof (голландською для церковного двору або кладовища) та poucut або poteu cut (аценської для принца). Kerkhoff Poucut вважається найбільшим голландським військовим кладовищем за межами Нідерландів. Існує близько 2200 могил білих голландських солдатів, а також новобранців з Амбона, Манадо та Яви, а також кількох голландських генералів[9].
- Музей Ачеха є одним із найстаріших музеїв в Індонезії [потрібна цитата] Оригінальний музей був заснований майже 100 років тому. Після здобуття Незалежності у 1945 році музей став власністю обласної влади. У 1969 році музей було перенесено з початкового місця в Бланг Паданг до нинішнього місця на Jl Sultan Alaiddin Mahmudsyah. Музей містить широкий спектр артефактів, що стосуються історії та культурного життя Ачеха.
- Французький храм Андавер є найстарішим і єдиним індуїстським храмом Ачеха

## Музеї
- Ачегський музей цунамі
- Державний музей Ачег

## Клімат
Банда-Ачех має тропічний клімат вологих лісів за класифікацією клімату Кеппена з майже постійною середньою температурою. Середньорічна температура в місті становить 27,3 °C. Однак у місті є вологі та сухі сезони, з червня по серпень є найсухішими місяцями в році. Як і в інших містах із кліматом тропічного лісу, Банда-Ачех не має справжнього сухого сезону, найсухіший місяць випадає в середньому 90 міліметрів. У середньому в місті випадає трохи менше 2000 міліметрів опадів на рік.
| Клімат Банда-Ачех       | Клімат Банда-Ачех | Клімат Банда-Ачех | Клімат Банда-Ачех | Клімат Банда-Ачех | Клімат Банда-Ачех | Клімат Банда-Ачех | Клімат Банда-Ачех | Клімат Банда-Ачех | Клімат Банда-Ачех | Клімат Банда-Ачех | Клімат Банда-Ачех | Клімат Банда-Ачех | Клімат Банда-Ачех |
| Показник                | Січ.              | Лют.              | Бер.              | Квіт.             | Трав.             | Черв.             | Лип.              | Серп.             | Вер.              | Жовт.             | Лист.             | Груд.             | Рік               |
| Абсолютний максимум, °C | 36                | 38                | 39                | 33                | 37                | 37                | 37                | 42                | 35                | 38                | 34                | 36                | 42                |
| Середній максимум, °C   | 29                | 30                | 30                | 31                | 31                | 31                | 31                | 31                | 30                | 30                | 30                | 28                | 30                |
| Середня температура, °C | 26                | 27                | 27                | 27                | 27                | 28                | 27                | 28                | 27                | 27                | 26                | 26                | 27                |
| Середній мінімум, °C    | 23                | 23                | 23                | 23                | 23                | 24                | 23                | 23                | 23                | 23                | 23                | 23                | 23                |
| Абсолютний мінімум, °C  | 17                | 18                | 20                | 20                | 21                | 17                | 18                | 18                | 20                | 17                | 21                | 20                | 17                |
| Норма опадів, мм        | 150               | 90                | 100               | 110               | 140               | 80                | 90                | 90                | 150               | 170               | 180               | 200               | 1800              |
| ----------------------- | ----------------- | ----------------- | ----------------- | ----------------- | ----------------- | ----------------- | ----------------- | ----------------- | ----------------- | ----------------- | ----------------- | ----------------- | ----------------- |
| Джерело: Weatherbase    |                   |                   |                   |                   |                   |                   |                   |                   |                   |                   |                   |                   |                   |

## Галерея

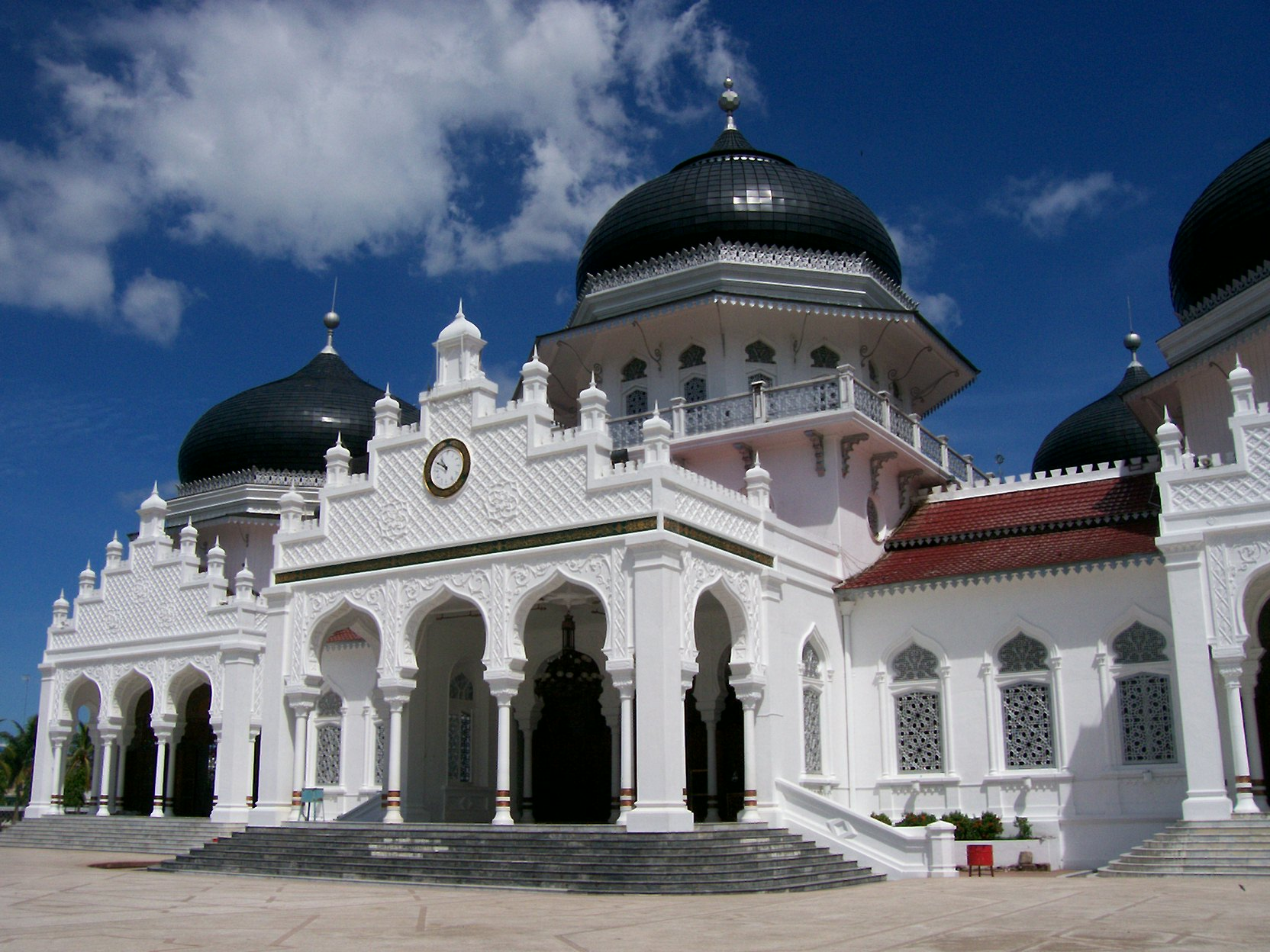
Велика мечеть Байтуррахман
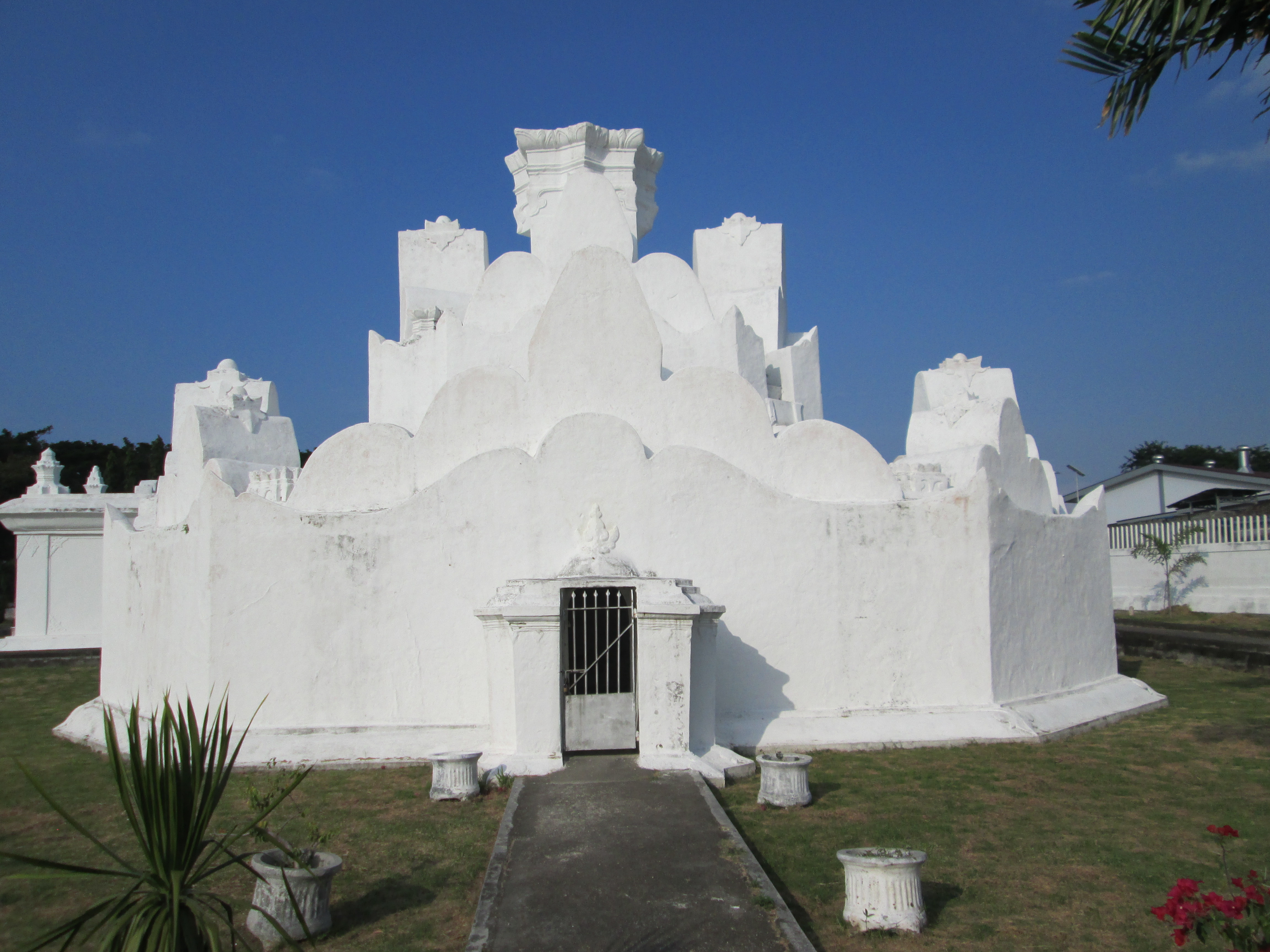
Гунонган
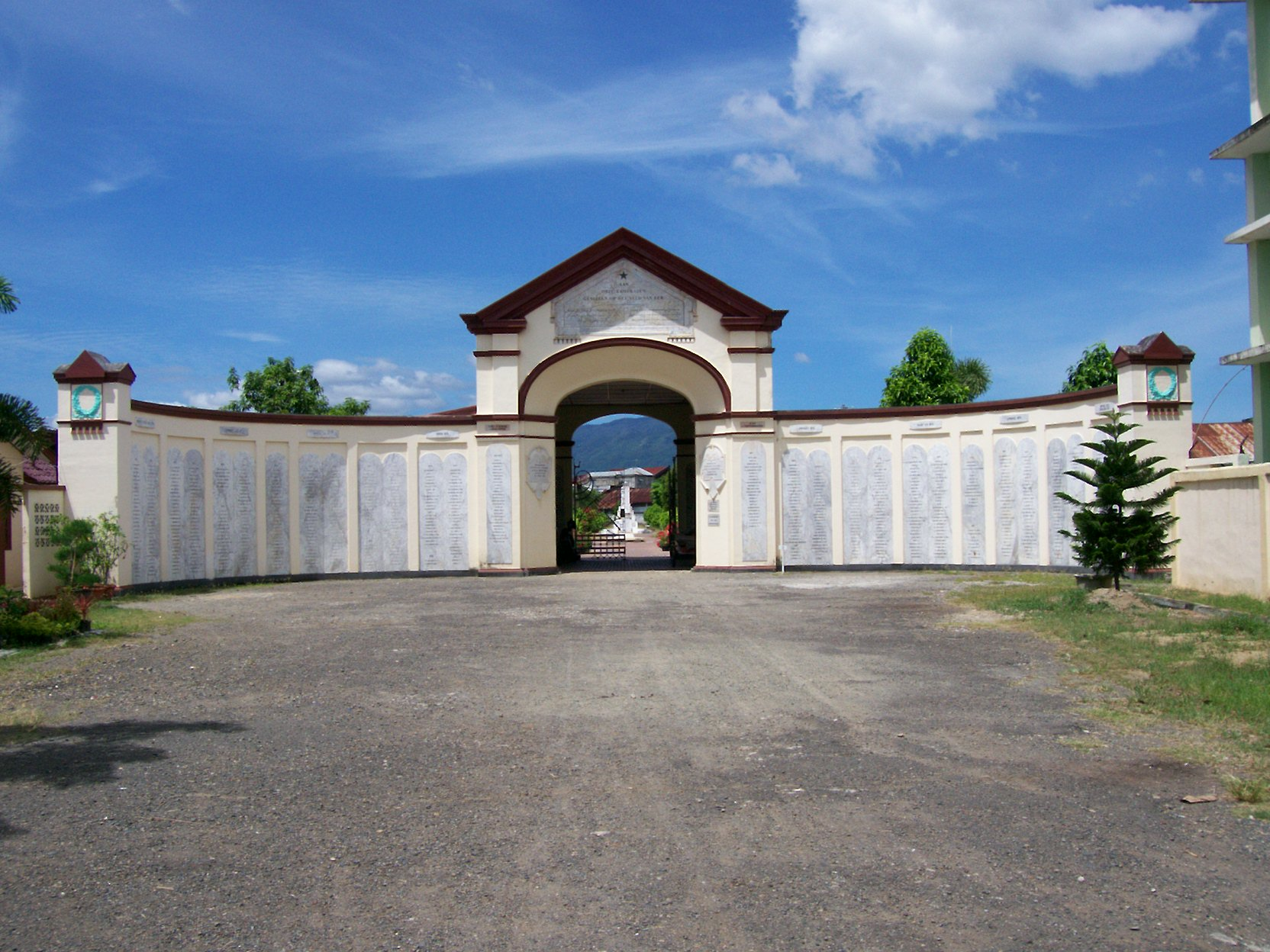
Кладовище Kerkhof Poucut
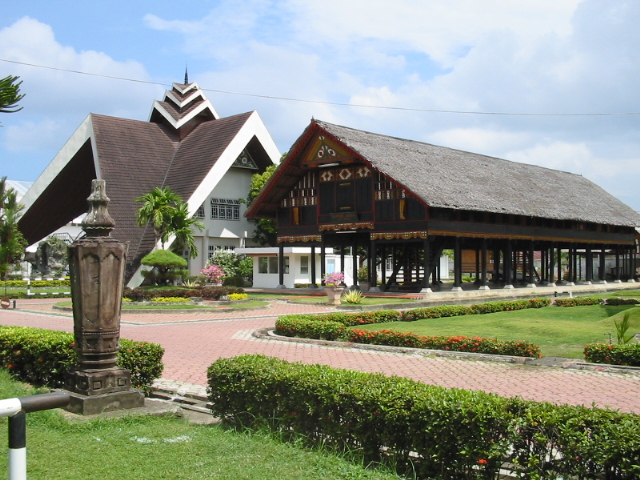
Державний музей Ачег
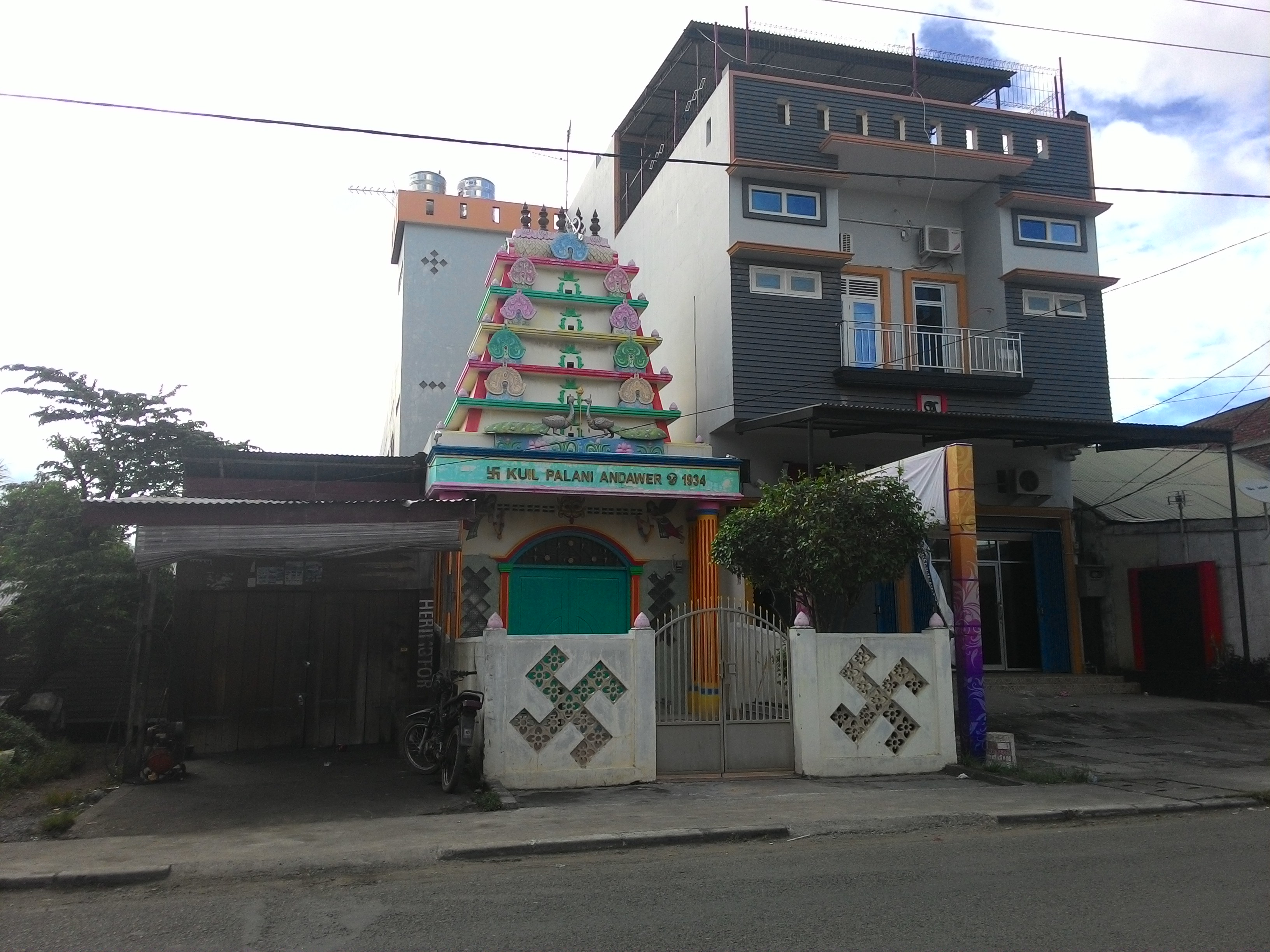
Французький храм Андавер